# Julian Pełesz
Julian Pełesz, także Julijan Pełesz (ur. 3 stycznia 1843 w Smerekowcu, zm. 22 kwietnia 1896 w Przemyślu) – greckokatolicki biskup stanisławowski (1885–1891) i przemyski (1891–1896), w latach 1874-1885 rektor Seminarium Duchownego i proboszcz parafii św. Barbary w Wiedniu, nauczyciel domowy następcy tronu - arcyksięcia Rudolfa, historyk Kościoła, pastoralista.

## Życiorys
Urodził się w rodzinie wiejskiego nauczyciela Grzegorza Pełesza i Joanny z domu Szczawińskiej. Ukończył szkołę ludową w Jaśle, uczęszczał do gimnazjum w Preszowie i w Przemyślu (które ukończył w 1863). Studia filozoficzno-teologiczne odbył w Wiedniu, został wyświęcony 20 października 1867. Po studiach został mianowany prefektem greckokatolickiego Seminarium Duchownego w Wiedniu, kontynuował studia na Uniwersytecie Wiedeńskim, w 1870 uzyskując doktorat z teologii.
W latach 1870–1872 był prefektem w Greckokatolickim Seminarium Generalnym we Lwowie i katechetą w szkole klasztornej benedyktynek ormiańskich, a w roku szkolnym 1871/1872 adiunktem przy Katedrze Teologii Pastoralnej na Uniwersytecie Lwowskim. W latach 1872–1874 był zastępcą profesora teologii pastoralnej i prefektem studiów w Greckokatolickim Seminarium Duchownym w Przemyślu. W 1874 został proboszczem parafii św. Barbary w Wiedniu i rektorem Seminarium Ruskiego. W 1883 powrócił do Lwowa jako archidiakon, a następnie dziekan greckokatolickiej kapituły metropolitalnej i prezes sądu małżeńskiego I i II instancji.
Dnia 12 lutego 1885 cesarz Franciszek Józef I mianował go pierwszym biskupem nowo powstałej diecezji stanisławowskiej, konsekrowany został 10 marca 1886. Był organizatorem diecezji, konsystorza i kapituły stanisławowskiej. Jako biskup był członkiem Sejmu Krajowego. 12 listopada 1891 konsekrowany biskupem eparchii przemyskiej.

## Literatura
- Słownik polskich teologów katolickich. T. 2. Warszawa, 1982.
- Stanisław Nabywaniec, Biskup Julian Pełesz – historyk Kościoła greckokatolickiego. [W:] Wielokulturowe środowisko historyczne Lwowa w XIX i XX w. T. 3. 2005, ISBN 83-7338-241-0.
- Czesław Lechicki: Pełesz Julian (1843-1896). [W:] Polski Słownik Biograficzny. T. XXV, s. 570–571.